# Sami Yusuf
Sami Yusuf, de son vrai nom Siamak Berenjan (en persan سیامک برنجان), né le 16 juillet 1980 à Téhéran en Iran, est un chanteur, auteur-compositeur, multi-instrumentiste britannique issu d'une famille d'origine azérie d’Iran. Très populaire internationalement, Time Magazine considère Sami Yusuf comme « la plus grande rock star de l'islam ». En juillet 2009, il reçoit un doctorat de l'université de Roehampton pour sa grande contribution à la musique. Dans une liste de trente Britanniques célèbres établie par BBC News, il arrive à la quatorzième place.
Grâce au succès de son premier titre Al-Mu'allim et ses chansons très vives mélangeant les différentes cultures, Sami Yusuf est apprécié autant en Orient qu'en Occident. Au cours de sa carrière, Sami Yusuf bat un grand record d'affluence lors d'un concert à Istanbul avec 250 000 spectateurs,

## Biographie
Sami Yusuf a grandi en Grande-Bretagne dans une famille musicale, il est le fils du compositeur iranien Babak Radmanesh. Il a appris à jouer plusieurs instruments dès son plus jeune âge et s'intéresse au chant et à la composition. À 18 ans, il obtient une bourse pour aller étudier la composition à la Royal Academy of Music de Londres, une des plus prestigieuses institutions musicales au monde.
Il a également une bonne compréhension de la théorie musicale et des modes du Moyen-Orient. Il est aussi musulman pratiquant, et voit la musique comme l'expression du message musulman, et l'encouragement de la jeunesse à être fier de sa religion et de son identité. Cependant, il se défend de promouvoir l'islam : « Je fais de la musique, non pas pour prêcher, je ne me vois pas comme un missionnaire, cela revient à Allah. Ma musique, mon art et mon histoire que je partage ne sont pas pour un groupe particulier, c'est pour tout le monde ». Il ajoute : « La spiritualité manque dans la plupart des chansons. Le monde artistique a été détourné par l’environnement commercial ».
Sami Yusuf est déjà allé donner des concerts aux États-Unis, en Azerbaïdjan, en Arabie saoudite, en Jordanie, en Syrie, en Turquie, en Malaisie, en Égypte, au Royaume-Uni, en Allemagne, en France, aux Pays-Bas, en Australie, au Koweït, au Maroc, en Algérie, en Tunisie, en Belgique, en Bosnie-Herzégovine et plusieurs autres pays. Il a sorti cinq clips musicaux : le sixième n'est pas encore à la télévision, mais il a été diffusé à Trafalgar Square, à Londres.
Son statut international s'est largement conforté avec la participation du trio Outlandish sur la piste Try Not to Cry, et sa collaboration avec AR Rahman' et Ustadh Mehboob.

## Carrière
Sami a été présenté par Time Magazine comme « la plus grande star musicale du monde musulman ». Il a également fait la couverture de plusieurs dizaines de magazines et d'autres publications dans le monde entier. Sami Yusuf affirme qu'il utilise son art et la musique comme un moyen de promouvoir les messages d'amour, de miséricorde, de paix et de tolérance, tout en encourageant les jeunes à être fiers de leur identité. Les chansons de Sami Yusuf ont révolutionné les anasheeds en donnant naissance à un nouveau genre de musique islamique moderne.

### Premiers albums: Al-Mu'allim, My Ummah et grands succès (2003 - 2005)

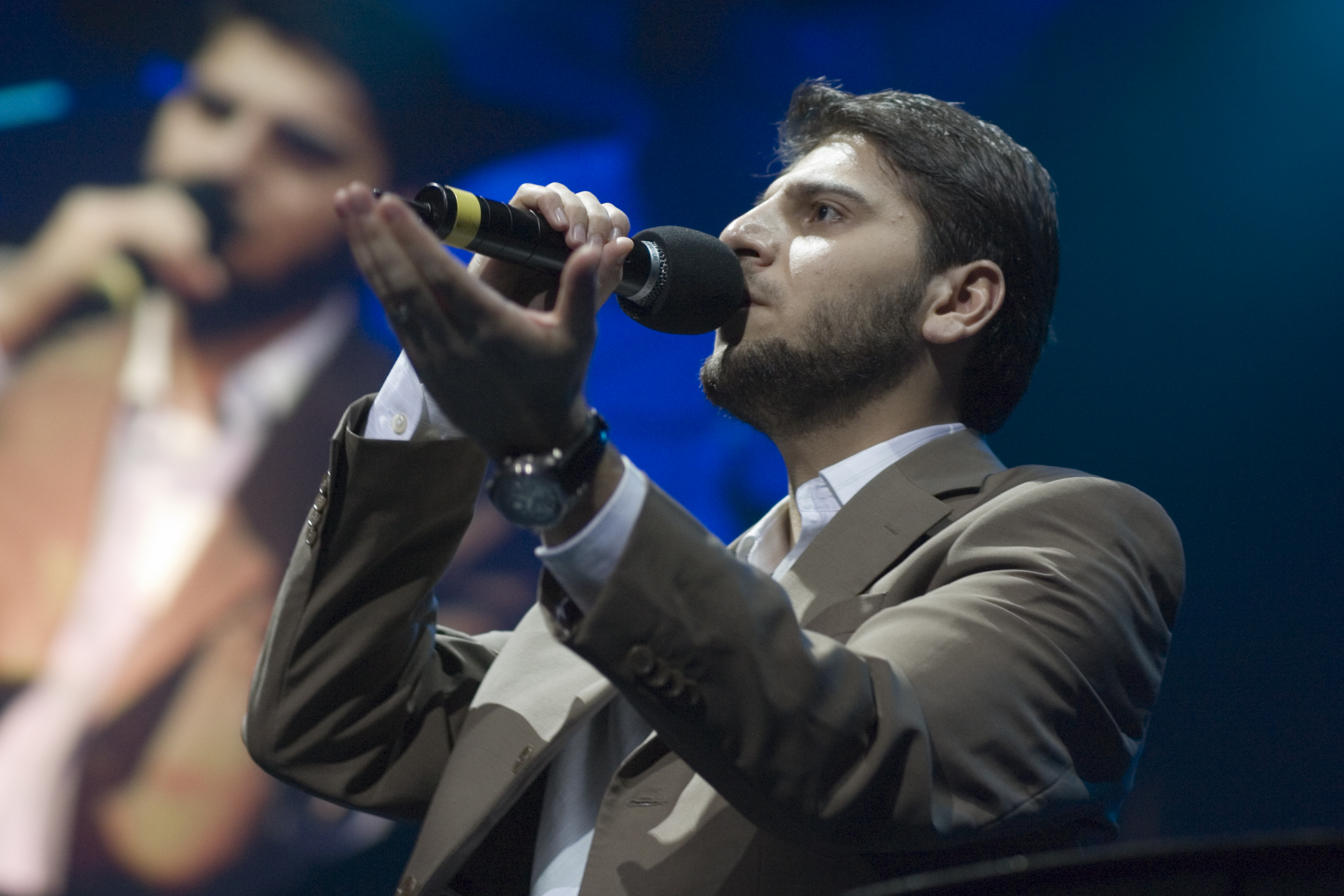
Yusuf, 2006

Le premier album de Sami Yusuf a été Al-Mu'allim, produit en juillet 2003 et sorti en 2004. Il remporte un énorme succès, entre autres grâce à la chanson-titre.
Son deuxième album, My Ummah sort en 2005. Dans ses différentes chansons de l'album, il fait un mélange entre plusieurs langues tel que l'anglais, l'arabe, le persan, l'ourdou et le turc pour montrer les différentes cultures que regroupe le monde musulman. Il commence à faire alors des concerts dans différents pays du monde. Ses albums sont principalement populaires parmi les jeunes musulmans[réf. nécessaire], en Turquie notamment où son concert a rassemblé près de 250 000 personnes à Istanbul, en 2007. Le plus grand succès de l'album est Hasbi Rabbi dont le clip a été tourné dans quatre pays différents : L'Angleterre, la Turquie, l'Égypte et l'Inde.[réf. nécessaire] Dans le titre Free (libre), Sami défendait le droit des femmes musulmanes à porter le foulard islamique, à la suite de la loi française de 2004 interdisant le port de tout signe religieux à l’école.[réf. nécessaire] Sur cette chanson, l'artiste en explique l’origine : « Je faisais un concert en France et une s’approche de moi et me dit : 'S’il vous plait, faites quelque chose sur le Hijab, vous ne savez pas combien nous souffrons'. [Cette chanson] n’est pas juste pour les gens qui portent le hijab. C’est pour les libertés civiles ».[réf. nécessaire]
Au total, plus de cinq millions d'exemplaires de ces deux albums ont été vendus.

### You Came To Me, grand succès du Ramadan 2009
En juillet 2009, il reçoit son doctorat en musique par l'université de Roehampton et fait partie des trente Anglais les plus fameux dans une liste établie par BBC News. Pour le Ramadan 2009, il sort une chanson qui connaît tout de suite un très grand succès[réf. nécessaire], le grand hit du ramadan, You Came To Me : la chanson est sortie en plusieurs versions : Anglais, anglais-arabe, turc et perse. Il organise également une tournée spéciale à Istanbul en vue du Ramadan. La chanson sort spécialement avant l'album en vue du Ramadan.

### Healing, août 2010
Le 12 août 2010 au lendemain du 1er jour du Ramadan, Sami Yusuf sort son single Healing dont le message est Heal and you will be Healed (en Français, « soigne et tu seras guéri »).

### Actions caritatives
Sami Yusuf est aussi connu pour ses actions caritatives. En octobre 2007, au Soudan, il visite un orphelinat dans le but de sensibiliser les gens aux enfants malades et aux victimes du sida dans cette région.
Les profits d'Islamic Relief auquel il est lié sont allés comme aide au Darfour ; le chanteur organise également un concert pour les personnes malades du Darfour au Wembley Arena.
Un an plus tard, en octobre 2008, il voyage vers l'Afrique du Sud, pour quelques concerts et petites tournées. Il visite, aide et encourage les enfants de l'orphelinat d'Agape.
En janvier 2009, il se rend en Turquie, où il a été invité par HE Emine Erdogan, l'épouse du Premier ministre turc Recep Tayyip Erdoğan, pour assister à un rassemblement en faveur de la paix dans la bande de Gaza.
Le 31 janvier 2009, Sami Yusuf participe à une manifestation qui a eu lieu à Doha, au Qatar en liaison avec la campagne d'Al Fakhoora pour recueillir des fonds pour les familles ruinées et pour les infirmes de Gaza. À ce jour, plus de 100 millions de dollars ont été récoltés pour cette cause.
Le 22 août 2010, Sami Yusuf a sorti Hear Your Call un single de charité pour venir en aide aux victimes des inondations au Pakistan.
À la suite de la sécheresse et de la famine dans la Corne d'Afrique pendant l'été 2011, il sort "Forgotten Promises", single dont tous les bénéfices sont versés au PAM (Programme Alimentaire Mondial).

## Discographie

### Albums
Al-Mu'allim (2004).
- Réalisé en : juillet 2003
- Ventes : plus de 2 millions d'exemplaires.[réf. nécessaire]
- Chansons à succès : Al-Mu'allim et Supplication

My Ummah (2005)
- Réalisé en : septembre 2005
- Ventes : plus de 3 millions d'exemplaires.[réf. nécessaire]
- Chansons à succès : Hasbi Rabbi, Mother et Munajat

Without You (album) (2009)
- Réalisé en : janvier 2009
- ventes : plus de 2 350 000 exemplaires.[réf. nécessaire]
- Chansons à succès : Asma Allah, Forever Palestine, Hear Your Call (en mémoire des inondations du Pakistan)

Wherever You Are (2010)
- Date de sortie : le 29/10/2010

Salaam (album) (2012)
- Date de sortie : le 22/12/2012
- Chansons à succès : Salaam, Dryer Land, It's A Game, To Guide You Home

The Centre (2014)
- Date de sortie : le 10/11/2014

Barakah (2016)
- Date de sortie : le 01/02/2016

## Distinctions personnelles
- Vainqueur de la 15e édition du Festival de Fès des musiques sacrées du monde.